# Frank Rowlett

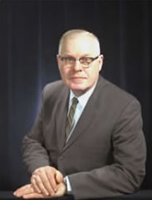
Frank Rowlett

Frank Byron Rowlett (* 2. Mai 1908 in Rose Hill, Lee County, Virginia; † 29. Juni 1998 Gaithersburg, Maryland) war ein US-amerikanischer Mathematiker und Kryptologe.
1930 wurde der Mathematik-Lehrer Frank B. Rowlett einer der ersten Mitarbeiter des Signals Intelligence Service (SIS) unter William Friedman, einer Militärabteilung, welche sich damals in erster Linie mit der Entwicklung von Chiffriertechniken für die US-Armee beschäftigte. 1936 war er mit Solomon Kullback an der Entzifferung des mit Maschinen (Codename Red) verschlüsselten diplomatischen Nachrichtenverkehrs der Japaner beteiligt.
Im Zweiten Weltkrieg war Rowlett gemeinsam mit William Friedman maßgeblich an der Entwicklung einer Maschine zur Verschlüsselung militärischer Nachrichten der US-Marine beteiligt, die als SIGABA bezeichnet wurde.
Nach dem Krieg war er bei der 1952 gegründeten NSA Leiter der Kryptanalyse.